# Calcestruzzo armato precompresso

Schema teorico di comportamento di una trave precompressa tramite cavi aderenti pre-tesi
1. schema di trave non precompressa prima della messa in opera
2. risposta della trave non precompressa dopo la messa in opera (carico=peso proprio + carichi aggiuntivi): elevata tensione nella parte inferiore, non tollerabile dal calcestruzzo
3. schema di trave precompressa a cavi aderenti, fase di pretensionamento cavi (cavi solo nella parte bassa della trave)
4. rilascio dell'armatura dopo il getto del calcestruzzo, ed effetto di precompressione sullo stesso
5. schema di trave precompressa prima della messa in opera (curvatura superiore eccessivamente enfatizzata nel disegno)
6. risposta della trave precompressa dopo la messa in opera (carico=peso proprio + carichi aggiuntivi): contrastata tensione nella parte inferiore, situazione idonea per il calcestruzzo

Il calcestruzzo armato precompresso è un tipo di calcestruzzo armato caratterizzato da una tensione nella struttura allo scopo di migliorare le caratteristiche di resistenza della medesima. Viene utilizzata per sopperire alla scarsa resistenza a trazione del conglomerato cementizio.

## Finalità
Nella teoria classica del calcestruzzo armato, nelle sezioni inflesse il conglomerato è considerato non reagente agli sforzi di trazione: la resistenza a trazione del conglomerato è all'incirca un decimo della resistenza a compressione, e le zone di cemento ancora non fessurate sono situate nelle immediate vicinanze dell'asse neutro, rendendo così estremamente piccolo il contributo a momento flettente dato dagli sforzi di trazione nel calcestruzzo. Pertanto in una struttura inflessa o pressoinflessa (in fase fessurata), è considerata come sezione resistente quella parzializzata cioè quella costituita dal solo calcestruzzo compresso e dalle armature tese e compresse.
In questo modo si fa affidamento solo su una parte della sezione effettiva. Al fine di permettere l'utilizzo totale della sezione effettiva, si è previsto di applicare alla membratura in calcestruzzo armato uno stato di presollecitazione, creando artificialmente degli sforzi di compressione o di pressoflessione, capaci di provocare nella struttura uno stato di tensione permanente. Tale stato di tensione, che si va a sovrapporre a quello dovuto ai carichi di esercizio, deve essere tale da garantire un regime tensionale finale compatibile con le caratteristiche meccaniche del calcestruzzo.
Se ad esempio si considera una trave inflessa semplicemente appoggiata, le sollecitazioni di flessione che si generano per effetto dei carichi esterni provocano un diagramma di tensioni normali a farfalla (flessione semplice), e pertanto le fibre inferiori risultano tese. Poiché generalmente gli sforzi di trazione sono superiori alla relativa resistenza del conglomerato, in zona tesa insorgono fenomeni fessurativi.
Se invece si sottopone la trave ad un preventivo sforzo di compressione o pressoflessione, il diagramma finale delle tensioni normali presenterà, in corrispondenza del lembo inferiore, sforzi di trazione compatibili con il conglomerato o addirittura delle tensioni di compressione (sezione completamente compressa). In ambo i casi la sezione reagente di calcestruzzo coincide con la sezione trasversale effettiva della trave.

## Storia
Nel 1933, nell'articolo Idees et voies nouvelles il costruttore Eugène Freyssinet per la prima volta lasciò traccia scritta della parola precontrainte, neologismo che definirà per tutti gli anni successivi la tecnica della precompressione. I primi tentativi di realizzare opere in calcestruzzo armato precompresso risalgono al 1888, ad opera di Doering. I risultati furono però deludenti, a causa della scarsa resistenza dei materiali adottati. Nel 1907 fu Koenen a riproporre la soluzione per ridurre le sollecitazioni nel calcestruzzo e migliorarne la durabilità. Usando, però, acciai con una resistenza molto bassa e un tasso di lavoro intorno ai 100 MPa, la precompressione veniva precocemente annullata dai fenomeni di ritiro e scorrimento viscoso del calcestruzzo.
I primi risultati soddisfacenti furono ottenuti applicando la presollecitazione nella produzione di tubi in calcestruzzo, ad opera della ditta italiana Vianini, nel 1925. L'intento comune era solamente quello di applicare una precompressione per evitare o ridurre la fessurazione del calcestruzzo, ignorando altri aspetti statici benefici del procedimento. I concetti base della moderna precompressione furono ideati da Freyssinet, che nel 1928 ne depositò il brevetto. Lo stesso ideatore dal 1936 utilizzò la tecnica della precompressione per quasi tutte le sue opere.
La più autorevole delle realizzazioni è probabilmente il ponte di Luzancy sulla Marna, non lontano da Parigi, costituito da un'unica campata di luce pari a 55 m e con una carreggiata di 6 m di larghezza (più due marciapiedi di un metro). Nel maggio del 1949 viene creata l'Associazione Scientifica della Precompressione. Nel giugno del 1949 per la prima volta si riunirono a Parigi cinquanta ingegneri da tutto il mondo per studiare e discutere, sotto l'egida dell'Associazione Scientifica della Precompressione, questioni teoriche riguardanti l'applicazione di tale tecnica.
Nell'ottobre del 1950 quattro ingegneri (l'italiano Rinaldi, l'olandese Bruggeling, l'inglese Gooding e lo spagnolo Conde) richiesero ufficialmente la formazione di una specifica federazione internazionale, che venne costituita due anni dopo. Da allora la precompressione ebbe la definitiva affermazione e la debita divulgazione negli ambienti interessati.
Tra i pionieri dell'uso del cemento armato precompresso in Italia e creatore del brevetto Morandi M5 nel 1948 si annovera l'ingegnere Riccardo Morandi, i cui viadotti strallati hanno i tiranti in calcestruzzo armato precompresso.

## Modalità costruttive
I processi industriali per realizzare la precompressione sono sostanzialmente di due tipi, entrambi contemplati nelle norme tecniche:
- a cavi (o fili) aderenti (cavi pre-tesi, messi in tensione prima di getto e solidificazione del calcestruzzo)
- a cavi (o fili) scorrevoli (cavi post-tesi, messi in tensione dopo il getto e solidificazione del calcestruzzo)

### Sistemi a cavi aderenti (cavi pre-tesi)
Nel sistema di precompressione a cavi aderenti, una volta disposta la cassaforma e l'eventuale armatura lenta, prima che venga eseguito il getto di calcestruzzo, i cavi di precompressione vengono tesi fra due supporti fissi ed esterni. Successivamente viene effettuato il getto di calcestruzzo che avvolge i cavi pretesi. Avvenuta la maturazione del conglomerato in particolari condizioni di temperatura ed umidità, il cavo viene svincolato dagli ancoraggi fissi.
Il conseguente accorciamento elastico del cavo viene contrastato dal calcestruzzo, oramai indurito, al quale viene trasferito, per aderenza, lo sforzo di compressione. In corrispondenza della testata della trave, le estremità delle armature tagliate devono essere protette contro il pericolo della corrosione mediante un ricoprimento di adeguati materiali protettivi o con un getto di calcestruzzo in opera.
Il sistema a cavi aderenti trova generalmente applicazione nel campo della prefabbricazione di piccoli elementi strutturali, quali travi per impalcati di luce modesta, ecc. La realizzazione di elementi pretesi in cantiere risulta invece più difficile e costosa.

### Sistemi a cavi scorrevoli (cavi post-tesi)

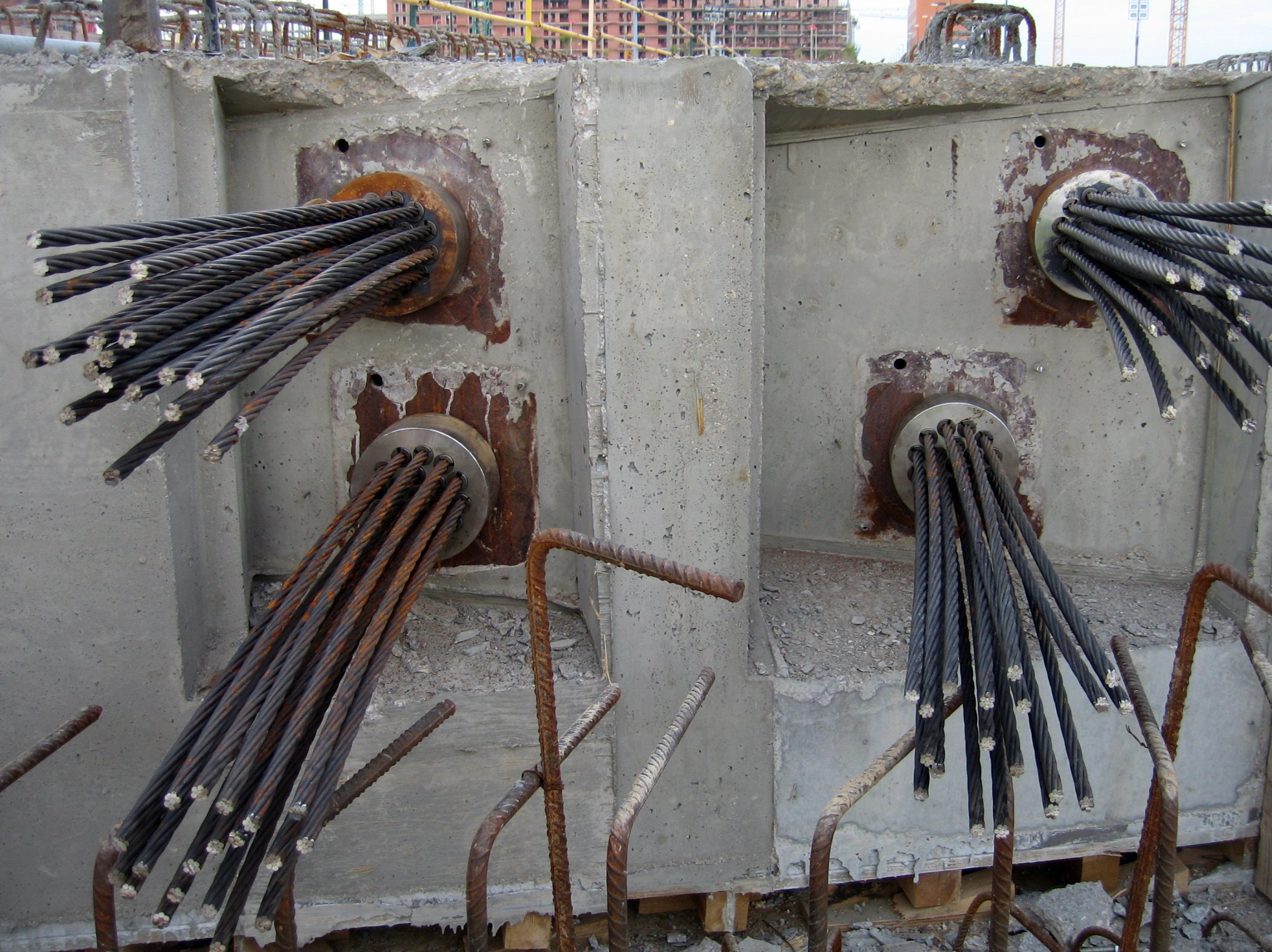
testata di trave post tesa

Nel sistema di precompressione a cavi post-tesi, prima del getto del calcestruzzo nelle casseforme si predispongono l'armatura lenta e gli alloggiamenti (guaine) che dovranno accogliere i cavi di precompressione, i quali portano alle estremità degli speciali ancoraggi. Il getto viene costipato per mezzo di vibratori ad ago o a lamina oppure mediante vibratori esterni, facendo attenzione a non deteriorare le guaine dei cavi. Avvenuta la maturazione del calcestruzzo, si infilano i cavi nelle guaine e si effettua la tesatura, mediante martinetti idraulici, prendendo contrasto in corrispondenza delle testate della trave.
In questo modo lo stato di precompressione si stabilisce all'atto stesso dell'operazione di messa in tensione dei cavi. Infine si provvede a riempire i fori di alloggiamento dei cavi mediante iniezione con malta sotto pressione. L'iniezione dei cavi scorrevoli ha uno scopo principale, vale a dire proteggere l'acciaio di precompressione dalla corrosione indotta dagli agenti atmosferici.
La solidarietà tra cavi e calcestruzzo non modifica lo stato di coazione, poiché gli sforzi mutui sono localizzati in corrispondenza delle testate delle travi. Il profilo (la forma) della guaina deve essere studiato in modo tale da consentire il corretto trasferimento delle forze di precompressione dalle armature al calcestruzzo. Questo sistema di precompressione viene utilizzato principalmente per la realizzazione di travi di grande luce, quali ad esempio gli impalcati da ponte.

#### Caratteristiche delle guaine
Le guaine devono avere forma regolare, preferibilmente cilindrica, e devono avere una sezione idonea a garantire l'infilaggio dei cavi e la successiva iniezione; l'area libera del condotto deve risultare comunque non inferiore a 4 cm². Durante la posa delle guaine si deve prevedere un numero adeguato di punti di fissaggio per evitare un andamento serpeggiante delle stesse. Inoltre bisogna evitare che la guaina abbia brusche deviazioni o cambiamenti di sezione. Per evitare sacche d'aria durante l'iniezione, si devono disporre, nei punti più alti del cavo, dei dispositivi di sfiato.

#### Caratteristiche della malta di iniezione
La malta da utilizzare per l'iniezione dei cavi scorrevoli deve essere sufficientemente fluida, perché si possa correttamente iniettare nei canali, e stabile con minimo ritiro e adeguata resistenza e non deve contenere agenti aggressivi, quali cloruri, solfati, nitrati, ecc. Deve essere composta da cemento, acqua ed eventuali additivi.

#### Operazioni di iniezione
Fino al momento dell'iniezione dei cavi occorre proteggere l'armatura dall'ossidazione. Prima dell'iniezione bisogna:
- impastare la malta e mantenerla in movimento per evitare la formazione di grumi;
- pulire i cavi.

Successivamente si procede all'iniezione che deve avvenire con continuità senza interruzioni ed entro 15 giorni a partire dalla messa in tensione dei cavi. Di norma l'iniezione si deve effettuare dal più basso ancoraggio o dal più basso foro del condotto. La malta che esce dagli sfiati deve essere analoga a quella alla bocca di immissione e non contenere bolle d'aria; una volta chiusi gli sfiati, si mantiene una pressione di 5 atm fin tanto che la pressione permane senza pompare per almeno 1 minuto. Una volta terminata l'iniezione bisogna avere cura di evitare perdite di malta dal cavo. Per condotti di grande diametro può essere necessario ripetere l'iniezione dopo circa 2 ore. Non è ammessa l'iniezione con aria compressa.

#### Zone di ancoraggio

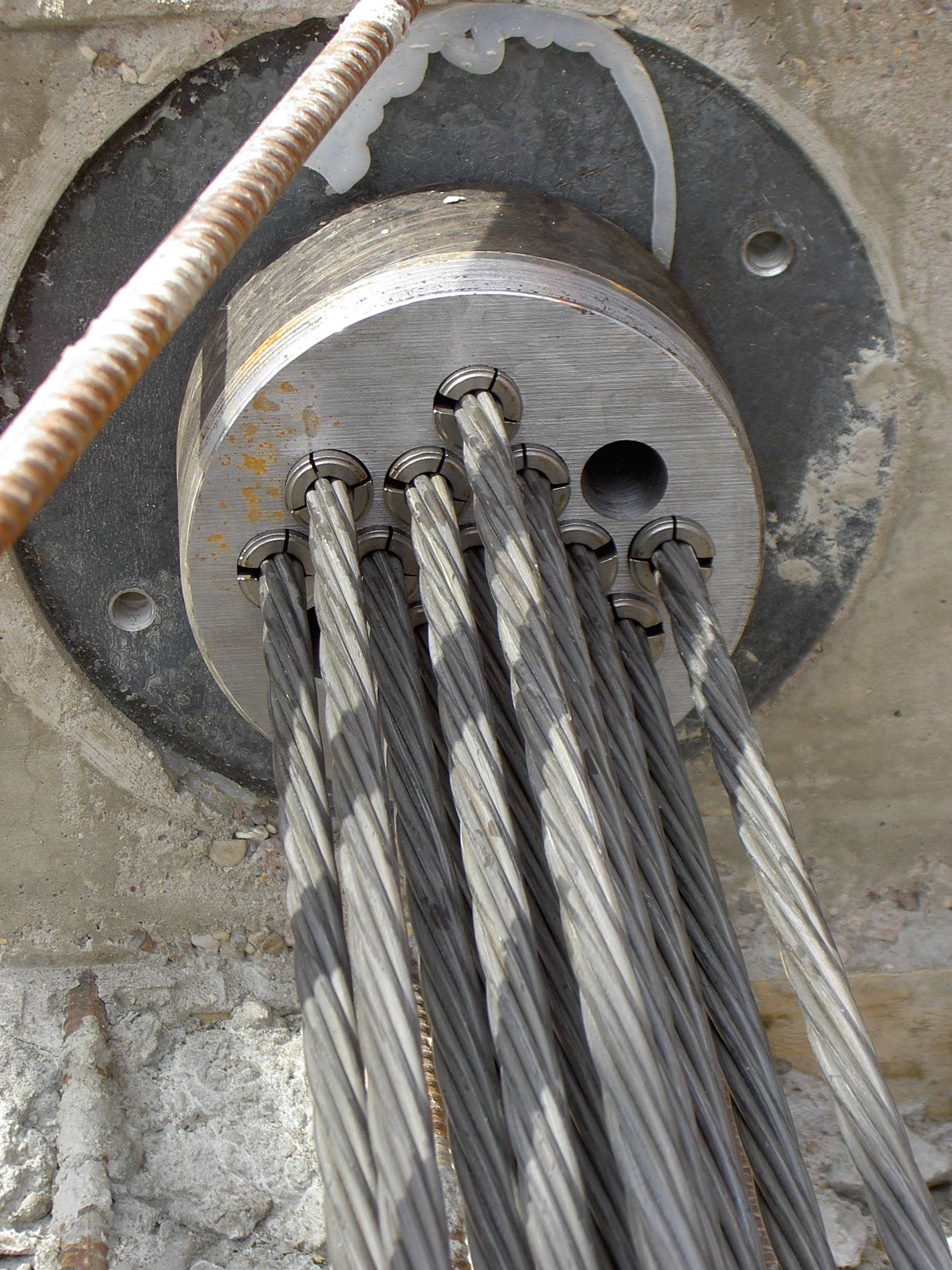
piastra di ancoraggio ubicata in corrispondenza della testata di una trave da ponte post tesa.

Gli apparecchi di ancoraggio, ubicati in corrispondenza delle testate della trave, devono essere protetti contro il pericolo della corrosione mediante un ricoprimento con adeguati materiali protettivi o con un getto di calcestruzzo in opera. In corrispondenza delle testate delle travi, dietro gli apparecchi di ancoraggio si deve disporre una armatura di frettaggio, atta ad assorbire le tensioni di trazione trasversali alle barre di precompressione o bursting stresses (la cui risultante viene chiamata forza di fenditura o splitting force), derivanti dalla diffusione a bottiglia delle forze concentrate di precompressione, ivi comprese le eventuali reazioni vincolari. Poiché la zona di ancoraggio è una D region questa può essere studiata mediante un modello tirante - puntone o altre rappresentazioni appropriate.

## Acciai per precompressione
Gli acciai da precompressione o acciai armonici sono contraddistinti da un comportamento nettamente diverso rispetto a quello degli acciai da cemento armato ordinario (acciai per armatura lenta). Infatti gli acciai armonici sono caratterizzati da una elevata resistenza meccanica (elevato valore del carico di snervamento) e da una deformazione plastica relativamente bassa all'atto della rottura. Comunque, tali acciai devono avere adeguata duttilità all'allungamento. Come si vedrà in seguito, non essendo necessario garantire proprietà di saldabilità, si utilizzano tenori di carbonio più elevati rispetto agli acciai per cemento armato ordinario.

### Produzione
L'elevata resistenza è dovuta principalmente alla composizione chimica e precisamente ai seguenti quattro provvedimenti:
- aumento della percentuale di carbonio nella lega: si passa dallo 0,2% circa degli acciai per cemento armato ordinario (acciai dolci) allo 0,6% di un acciaio armonico (acciai duri);
- aggiunta di elementi alliganti: manganese (0,6-1,7%), silicio (0,2-1,6%), vanadio (0,3%), cromo (0,3%);
- incrudimento mediante lavorazione a freddo (processo di trafilatura);
- trattamento termico di tempra o di patentamento.

### Caratteristiche meccaniche
Le caratteristiche meccaniche degli acciai per armature di precompressione possono variare a seconda della tecnologia produttiva, della composizione chimica dell'acciaio, delle dimensioni e della geometria. Di norma le tensioni di rottura sono da 1,9 a 3,3 volte maggiori a quelle fornite da un classico tondino di ferro per armature lente di tipo FeB44k. Indicativamente, con barre di diametro 12 ÷ 40 mm si può ottenere una resistenza a trazione nominale di 900 ÷ 1400 MPa; con fili trafilati a freddo di diametro 3 ÷ 12 mm si ottengono valori di 1500 ÷ 1800 MPa; con trefoli a 7 cavi di diametro 7 ÷ 18 mm si può arrivare a 1700 ÷ 2000 MPa. Nel sistema di precompressione a cavi aderenti, per migliorare l'aderenza tra acciaio e calcestruzzo, si usano trecce di fili di piccolo diametro, mentre nel sistema di precompressione a cavi scorrevoli sono molto diffusi i cavi costituiti da fili di 5 ÷ 7 mm e le barre da 26 mm.

### Curva tensioni - deformazioni

Prova trazione: curva tensione-deformazione.
1: Vero limite elastico
2: Limite di proporzionalità
3: Limite elastico
4: Punto di snervamento

Il diagramma σ - ε (tensione - deformazione) di un acciaio armonico è sostanzialmente una bilatera. Presenta un secondo tratto incrudente, assenza di snervamento e limitate deformazioni plastiche.
Gli allungamenti percentuali sono, infatti, molto più bassi di quelli tipici di un acciaio dolce.
La tensione di snervamento si determina dal diagramma; essa deve essere compresa tra il 75% e il 95% della corrispondente tensione di rottura.
Se lo snervamento non è chiaramente individuabile, esso è sostituito da f(0,2)  che rappresenta il valore della tensione a cui corrisponde una deformazione plastica residua dello 0,2% che deve risultare compresa tra l'80% e il 95% della corrispondente tensione di rottura.

### Classificazione
Secondo l'Eurocodice 2 gli acciai armonici vengono classificati in base al valore caratteristico della tensione di snervamento allo 0,1%, che si indica con fp(0,1) k.

La fp(0,1) k rappresenta il valore della tensione a cui corrisponde una deformazione plastica residua dello 0,1%.

Gli acciai armonici vengono classificati anche in base alla tensione di rottura a trazione (fpk) in base alle dimensioni e caratteristiche superficiali e in base al comportamento a rilassamento.

In base a quest'ultima grandezza l'Eurocodice 2 definisce tre classi di rilassamento:
- Classe 1: per fili e trefoli - alto rilassamento;
- Classe 2: per fili e trefoli - basso rilassamento;
- Classe 3: per barre.

### Tipologia delle armature
L'armatura per precompressione può essere fornita sotto forma di:
- filo: prodotto trafilato a sezione piena con diametro variabile tra 5 e 8 mm che viene fornito in rotoli lisci o anche muniti di tacche che servono a migliorare l'aderenza con il calcestruzzo e a favorire l'ancoraggio. Per le strutture ad armatura pretesa non possono essere utilizzati i fili lisci;
- barra: prodotto laminato a sezione piena che viene fornita in rotoli o in elementi rettilinei di 25 m di lunghezza. Sono in genere fornite di risalti per favorire l'aderenza;
- treccia: fornita in rotoli costituite da gruppi di 2 o 3 fili avvolti ad elica intorno al loro comune asse longitudinale; diametro, passo e senso di avvolgimento dell'elica sono uguali per tutti i fili della treccia;
- trefolo: fornito in rotoli, realizzato da gruppi di fili avvolti ad elica in uno o più strati intorno ad un filo rettilineo disposto secondo l'asse longitudinale dell'insieme e completamento ricoperto dagli strati. Il passo e il senso di avvolgimento dell'elica sono uguali per tutti i fili di uno stesso strato.

## Utilizzi
L'utilizzo principe delle travi in c.a.p. è per i viadotti stradali e ferroviari e per gli acquedotti. Tutti i viadotti dell'A24 - strada dei parchi, per esempio, sono realizzati in c.a.p.
Vi sono esempi di coperture in elementi prefabbricati che uniscono la funzione di trave a quella di copertura, soprattutto per locali che hanno bisogno di grandi luci prive di pilastri (hangar aeroportuali, capannoni di acciaierie o industrie pesanti in genere, capannoni di industrie navali, palestre e piscine olimpiche ecc.).
In generale, maggiore è la luce da coprire e più il c.a.p. diventa economicamente conveniente rispetto al calcestruzzo armato tradizionale (che comunque ha dei limiti nelle luci superiori ai 9-10 metri). Un utilizzo ormai comune è anche per la costruzione di traversine ferroviarie.

## Vantaggi e svantaggi

### Vantaggi
Il calcestruzzo armato precompresso si realizza raramente in opera e quasi esclusivamente in officina. Questo permette di controllare in modo attento la composizione del calcestruzzo, la sua omogeneità e la sua qualità, in modo da ottenere manufatti adeguati agli standard qualitativi attualmente richiesti dall'edilizia; permette altresì di ovviare ai problemi relativi alle analisi chimiche di legge sul getto e sull'acciaio, e vi è un unico responsabile (la ditta produttrice) di eventuali difetti o mancanze della trave stessa.
Le strutture in calcestruzzo armato precompresso hanno degli intervalli di manutenzione molto distanziati (grazie sempre ai maggiori e migliori controlli che possono essere realizzati in officina), il che riduce i costi di manutenzione dei complessi edilizi.
Una trave in calcestruzzo armato precompresso è più leggera di una trave in cemento armato o in acciaio (non trave reticolare) che deve reggere lo stesso peso. Rispetto alle travi reticolari in acciaio, ha una migliore resistenza al fuoco, agli urti, agli eventi straordinari e agli agenti atmosferici, ed ha una minore flessibilità (che questo sia un vantaggio o uno svantaggio dipende dal progetto).

### Svantaggi
La trave in calcestruzzo armato precompresso ha bisogno di essere trasportata in opera: questo può creare dei seri problemi di logistica del cantiere, perché le travi possono essere lunghe anche 30 m e larghe 4–5 m e pesare diverse decine di tonnellate. Significa che un singolo camion può trasportare una o al massimo due travi per volta: questo aumenta notevolmente i costi di cantiere, anche perché spesso le travi devono fare tragitti di centinaia di chilometri.
Rispetto a una trave reticolare in acciaio, il manufatto è più pesante.